# 岩舟站
岩舟站（日语：／ Iwafune eki */?）位于日本栃木县栃木市岩舟町靜，是東日本旅客鐵道（JR東日本）两毛线车站。

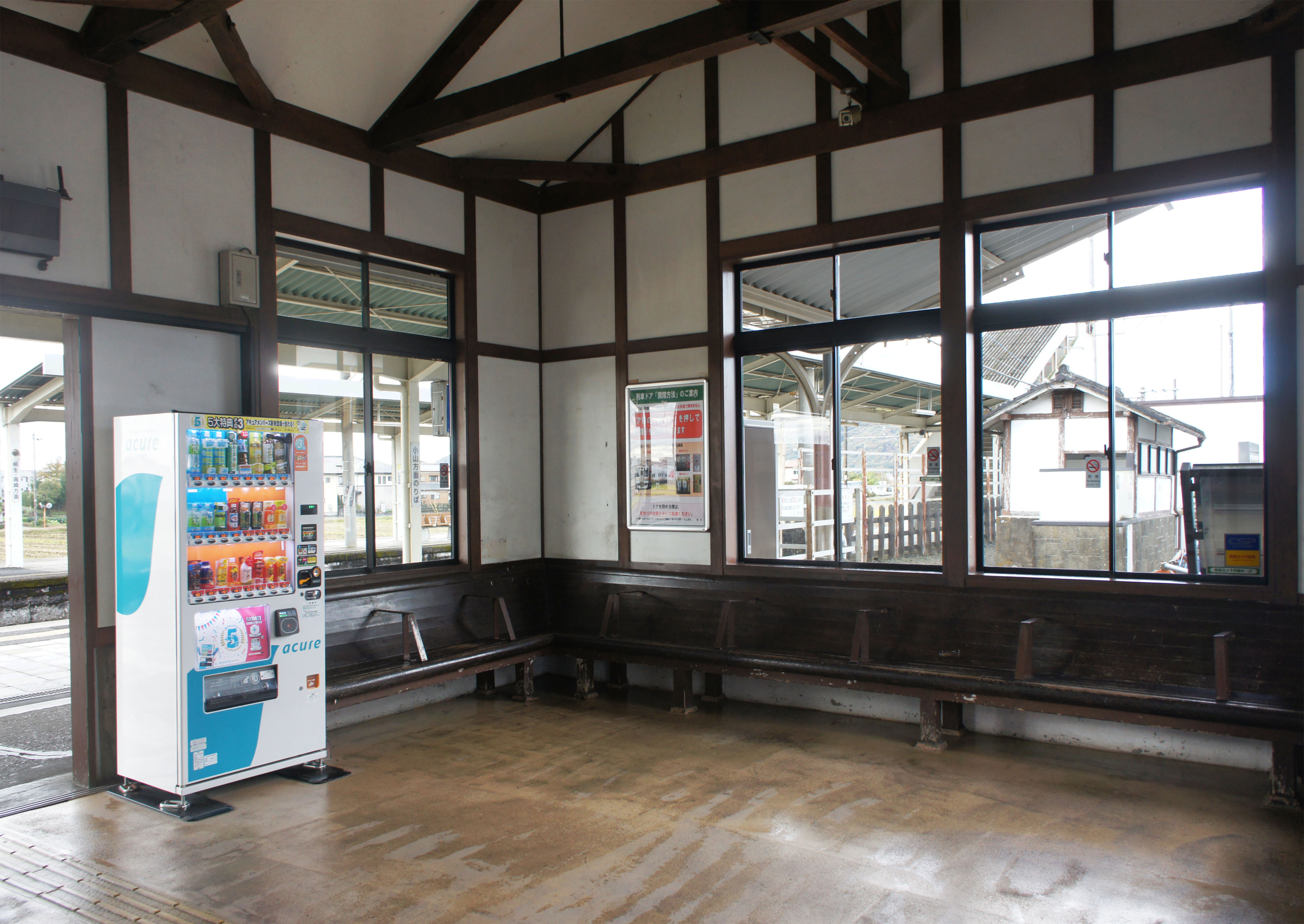
候車室内（2021年11月）

## 歴史

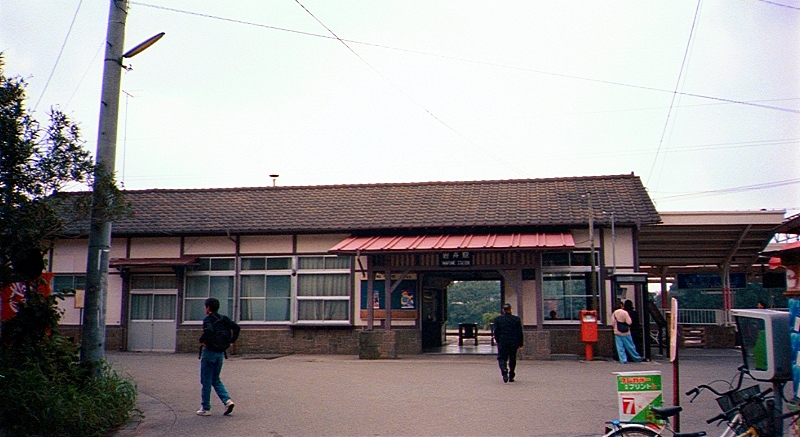
改造前的站房（1996年10月）

- 1889年（明治22年）10月10日 - 两毛铁道岩船站（いわふねえき）启用。
- 1897年（明治30年）1月1日 - 转由日本铁道管辖。
- 1902年（明治35年）3月1日 -改名 岩舟站。
- 1906年（明治39年）11月1日 - 因日本鐵道国有化，车站由日本國有鐵道接管。
- 1969年（昭和44年）10月1日 - 停办货运业务。
- 1985年（昭和60年）6月11日 - 无人化，以应对1990年的职员流动。
- 1987年（昭和62年）4月1日 - 国铁分割民营化后由JR東日本接管。
- 2001年（平成13年）11月18日 - 启用了Suica服务。
- 2003年（平成15年）12月1日 - 无人化。
- 2006年（平成18年）3月30日 - 车站改造完成，撤销了售票窗口和站务办公室。

## 车站构造

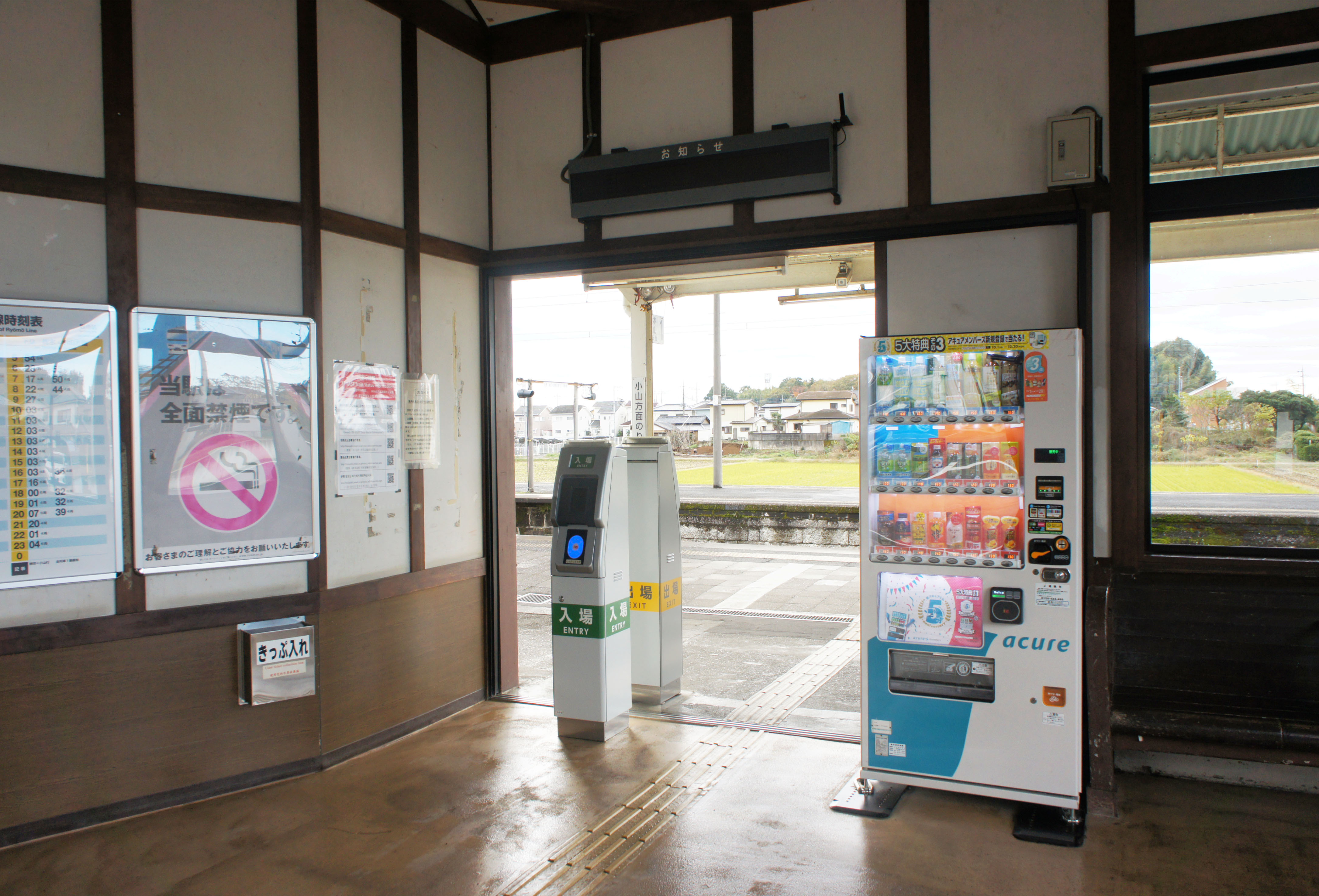
檢票口(1021年11月)

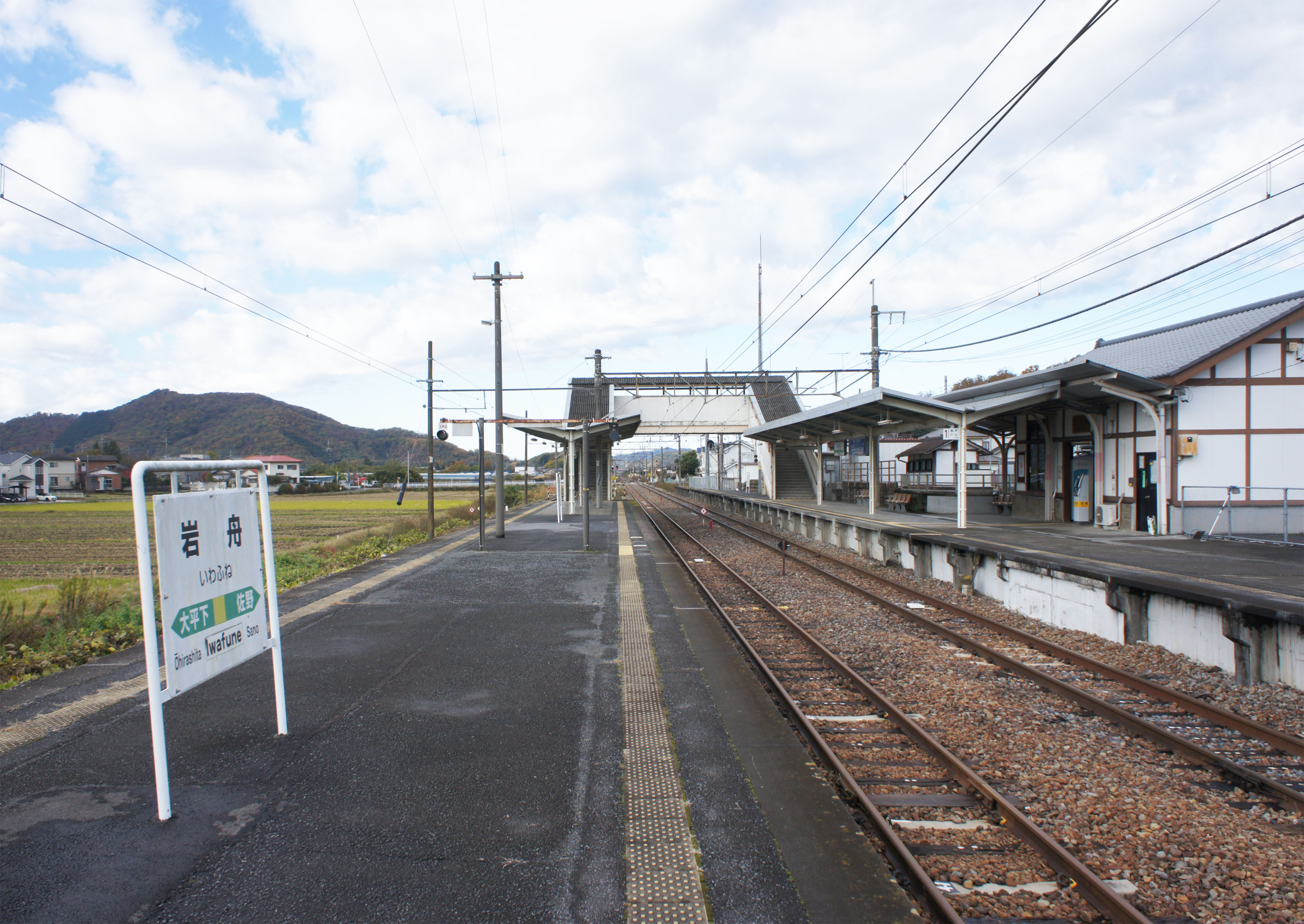
月台(2021年11月)

车站为地面车站。设有一个侧式站台和一个岛式站台，共计2台三线。同时站台上空设有跨线天桥以方便进出站，但位置较原大正建设的第一代天桥向东略有移动。。
岩舟站是一个由足利站管理的无人站，车站内设有简易Suica检票闸机、自动售票机。

### 月台配置
| 月台 | 路線    | 方向 | 目的地               | 备注                |
| ---- | ------- | ---- | -------------------- | ------------------- |
| 1    | ■兩毛線 | 下行 | 栃木、小山方向       |                     |
| 2、3 | ■兩毛線 | 上行 | 佐野、桐生、高崎方向 | 部分列車停靠2號月台 |

（來源：JR東日本:車站構內圖 （页面存档备份，存于））
上行正班列車主要停靠3號月台，下行正班列車全部在1號月台到发。2號月台为上下行共用的待避线、停靠的正班列车仅有12：29分开往桐生站方向的列车（每日运行）。另1號月台有时有临时列车停靠。

## 使用情況
1日平均上車人次與年間上車人次推移如下表。
| 上車人次推移       | 上車人次推移                 | 上車人次推移                | 上車人次推移 |
| 年度               | 1日平均上車人次 （單位：人） | 年間上車人次 （單位：千人） | 來源         |
| ------------------ | ---------------------------- | --------------------------- | ------------ |
| 2000年（平成12年） | 712                          |                             | [ 2 ]        |
| 2001年（平成13年） | 662                          |                             | [ 3 ]        |
| 2002年（平成14年） | 638                          |                             | [ 4 ]        |
| 2008年（平成20年） |                              | 217                         | [ 5 ]        |
| 2009年（平成21年） |                              | 209                         | [ 6 ]        |
| 2010年（平成22年） |                              | 203                         | [ 7 ]        |
| 2011年（平成23年） |                              | 208                         | [ 8 ]        |

## 車站周邊
- 栃木市役所岩舟综合支所
- 岩舟邮局
- 足利银行岩舟分行
- 岩船石資料館
- 岩船山登山口
- 岩船山高胜利寺
- 栃木市立岩舟中学
- 岩舟幼稚園

## 影响

### 电影取景
- 电影「秒速5厘米」中出现了岩舟站。电影在第一部分“樱花抄”展现了一个平成初期的车站，彼时车站尚未无人化。目前该车站内已没有电影中描述的火炉和旅游手册，是一个仅有长椅的无人看守站。
- 电影「花与爱丽丝」的片头取景地。

## 相鄰車站
東日本旅客鐵道
■兩毛線
佐野－岩舟－大平下

## 外部連結
- 車站資訊（岩舟）：東日本旅客鐵道